# 王聖維
王聖維（？—？），山东曹縣人，清朝政治人物。舉人出身。

## 生平
乾隆三十二年，接替單熉，擔任江蘇荆溪縣知縣攝任，后由王玉成接任。乾隆三十四年五月，接替章炯，擔任江蘇宜興縣知縣，后由林衡瑞接任。乾隆三十四年接替常辉任奉贤县知县一职，乾隆三十五年由班济泰接任。